# Laidley
Laidley is een plaats in de Australische deelstaat Queensland en telt 2858 inwoners (2006).